# Ēvele socken

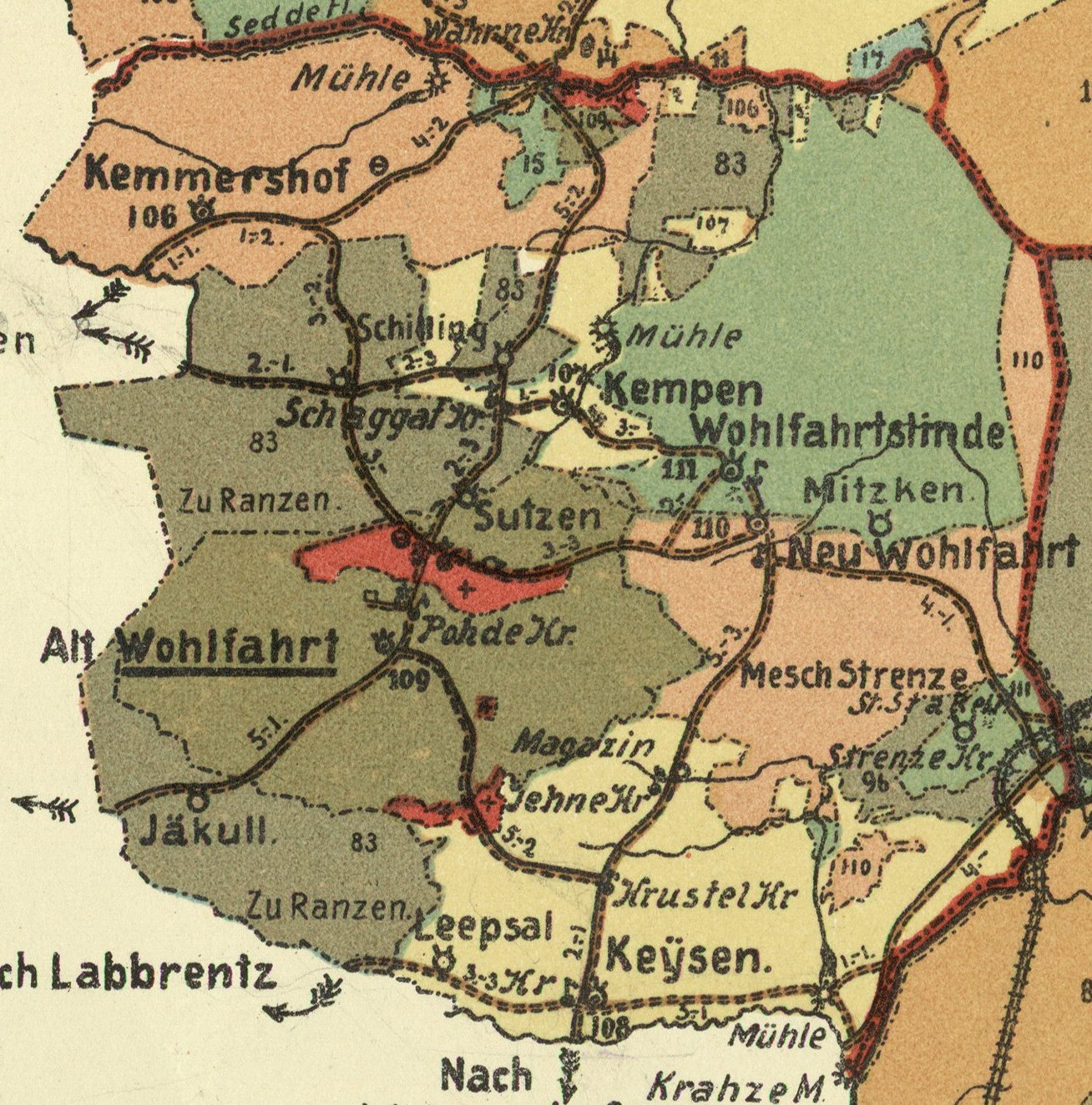
Gods på Ēvele socken (1904)

Ēvele socken  (lettiska: Ēveles draudzes novads, tyska: Kirchspiel Wolfahrt) var en socken i Walks krets i Guvernementet Livland. Socknens kyrkby var Ēveles (tyska: Alt-Wohlfahr), väster om staden Valka i nuvarande Lettland. I den socken  fanns en annan kyrka, som låg i Strenči  (tyska: Stackeln).